# Alexandra Duckworth
Alexandra Duckworth (ur. 11 listopada 1987 w Kingsburgu) – kanadyjska snowboardzistka. Nie startowała na igrzyskach olimpijskich ani na mistrzostwach świata. Najlepsze wyniki w Pucharze Świata osiągnęła w sezonie 2009/2010, kiedy to zajęła 48. miejsce w klasyfikacji generalnej. Jest wicemistrzynią świata juniorów w Big Air z 2006 r.

## Sukcesy

### Puchar Świata

#### Miejsca w klasyfikacji generalnej
- 2005/2006 – 155.
- 2007/2008 – 85.
- 2008/2009 – 101.
- 2009/2010 – 48.

#### Miejsca na podium
1. Calgary – 30 stycznia 2010 (Slopestyle) – 3. miejsce